# Nadarbazevisjön
Nadarbazevisjön (georgiska: ნადარბაზევის ტბა, Nadarbazevis tba), eller Nadarbazevireservoaren (ნადარბაზევის წყალსაცავი, Nadarbazevis tsqalsatsavi), är en reservoar i Georgien. Den ligger i Goridistriktet i den centrala delen av landet, 60 km nordväst om huvudstaden Tbilisi. Reservoaren används för bevattning i det lokala jordbruket och den får sitt vatten via pumpar.
Nadarbazevisjön ligger 855 meter över havet. Trakten runt Nadarbazevisjön består till största delen av jordbruksmark.